# SV Vimaria Weimar 91
SV Vimaria Weimar 91 was een Duitse voetbalclub uit de stad Weimar, Thüringen.

## Geschiedenis
De club werd opgericht in 1903 als BC 1903 Vimaria Weimar. De club was aangesloten bij de Midden-Duitse voetbalbond en speelde in 1908 voor het eerst in de hoogste klasse van de Thüringse competitie. Na één seizoen werd deze opgesplitst en ging de club in de Oost-Thüringse competitie spelen. De competitie werd gedomineerd door FC Carl Zeiss Jena en ook stadsrivaal SC 1903 Weimar was succesvoller dan Vimaria. In 1912 moest de club zelfs een play-off spelen tegen tweedeklasser FC Preußen Apolda om het behoud te verzekeren. Het volgende jaar werd de club wel vicekampioen. Tijdens de Eerste Wereldoorlog speelde de club geen competitie. 
In 1918 werd de competitie geherstructureerd. De competities van Noord-, Oost-, Zuid- en West-Thüringen en die van Wartburg werden verenigd in de Thüringenliga, al had de club de activiteiten nog niet hernomen. Na dit seizoen werd deze competitie omgevormd tot Kreisliga Thüringen, en begon de club in de tweede klasse, waar de club meteen promotie kon afdwingen. Na een voorlaatste plaats in 1921 werd de club laatste in 1922 en verloor alle twaalf de competitiewedstrijden en werd gespaard van degradatie door een competitieuitbreiding. Ook in 1923 werd de club laatste, en ontliep opnieuw degradatie omdat de Kreisliga ontbonden werd en de Oost-Thüringse competitie als Gauliga heringevoerd werd. De volgende jaren eindigde de club meestal in de middenmoot. In 1928 werden ze derde, hun beste notering. Drie jaar later volgde een degradatie, al kon de club de afwezigheid in de Gauliga tot één seizoen beperken. In 1933 werd de competitie geherstructureerd nadat de NSDAP aan de macht kwam in Duitsland. De Midden-Duitse bond en al zijn competities verdwenen en maakten plaats voor de Gauliga Mitte en Gauliga Sachsen. Enkel kampioen Jena plaatste zich voor de Gauliga en verder nog twee clubs voor de Bezirksklasse Thüringen. Vimaria bleef in de Oost-Thüringse competitie, die nu als Kreisklasse Ostthüringen nog maar de derde klasse was. De club slaagde er niet meer in om te promoveren. 
Na de Tweede Wereldoorlog werden alle Duitse voetbalclubs ontbonden. In 1991 werd de club heropgericht als SV Vimaria Weimar 91. In 2006 fuseerde de club met SV Empor Weimar tot FC Empor Weimar 06. De seniorenafdeling van de club bleef wel onafhankelijk bestaan als SSV Vimaria Weimar 91.